# Das Wasser des Lebens

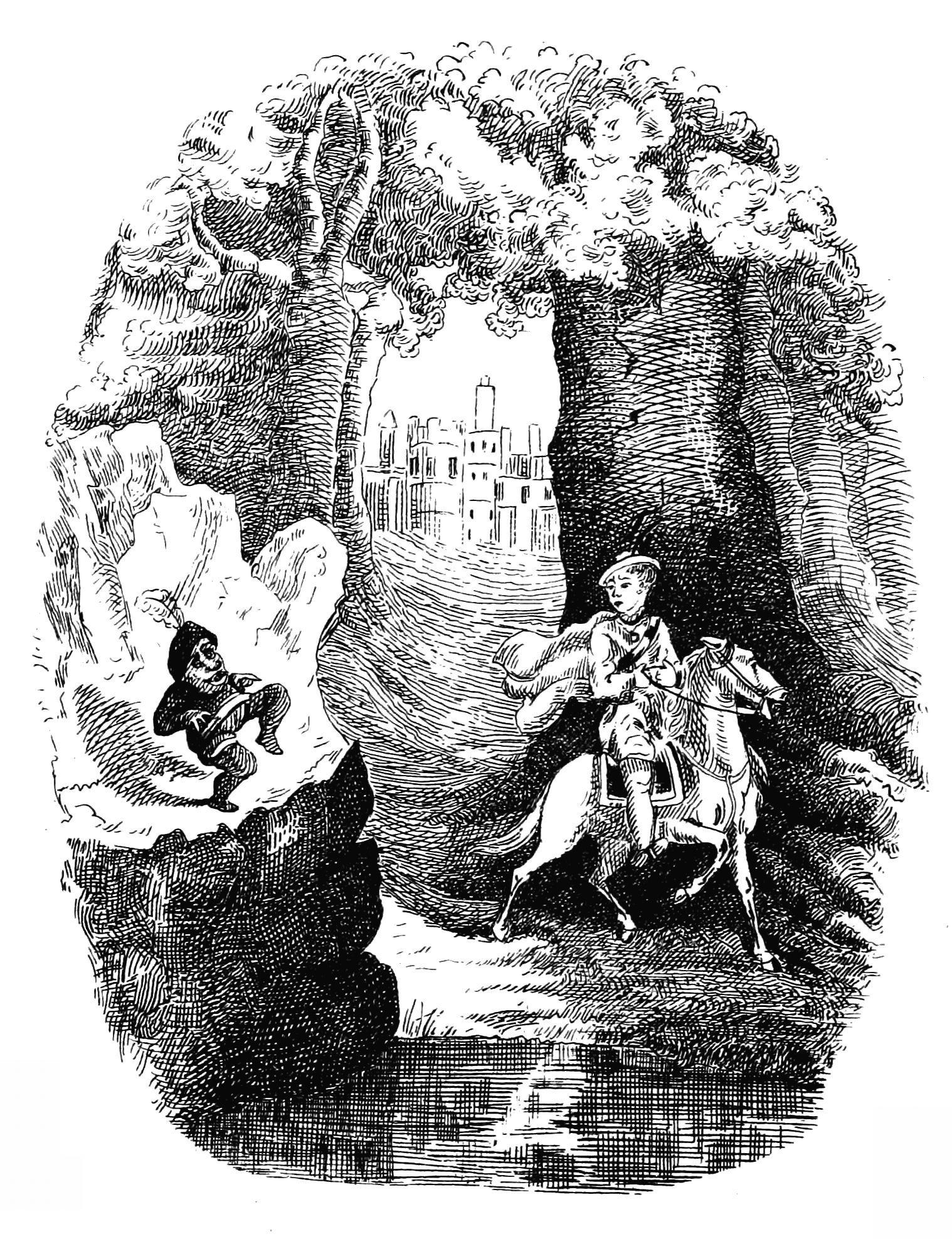
Illustration von George Cruikshank, 1876

Das Wasser des Lebens ist ein Märchen (ATU 551). Es steht in den Kinder- und Hausmärchen der Brüder Grimm an Stelle 97 (KHM 97).

## Inhalt

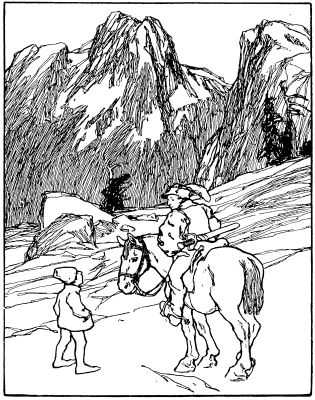
Illustration von Otto Ubbelohde, 1909

Der König ist sterbenskrank. Ein alter Mann erzählt seinen trauernden Söhnen vom Wasser des Lebens, das ihn heilen würde. Der Älteste will es finden, damit er das Reich erbt. Unterwegs ist er unhöflich zu einem Zwerg, der ihn deshalb in eine enge Schlucht verwünscht, ebenso den Zweiten, der nach seinem Ausbleiben auszieht. Der Jüngste dagegen kommt durch den Ratschlag des Zwergs, der ihm zudem eine eiserne Rute und zwei Laib Brot gibt, zu einem verwunschenen Schloss, öffnet das Tor mit der eisernen Rute und beruhigt zwei Löwen mit den zwei Laib Brot. Drinnen findet er verwunschene Prinzen, denen er die Ringe vom Finger zieht, dann ein Schwert und ein Brot und eine erlöste Jungfrau, die ihn in einem Jahr heiraten will, falls er zurückkehrt. Er schläft in einem Bett ein. Er erwacht erst viertel vor zwölf und nimmt schnell das Lebenswasser aus dem Brunnen mit, bevor um zwölf Uhr das Schlosstor zuschlägt, das ihm denn noch seine Ferse abschlägt. Der Zwerg sagt ihm, dass das Schwert ganze Heere schlägt und das Brot nie ausgeht und lässt auf Bitten die Brüder frei. Der Jüngste reitet mit ihnen durch drei Reiche, die er mit dem Brot und dem Schwert aus der Not rettet. Auf einer Schifffahrt vertauschen seine Brüder während er schläft sein Wasser mit Meerwasser. Als er das daheim dem Vater gibt, worauf er noch kränker wird, klagen sie ihn an, er hätte ihn vergiften wollen und heilen ihn mit dem Wasser des Lebens. Sie verspotten den Jüngsten. Der Vater will ihn auf der Jagd erschießen lassen, aber der Jäger warnt den Prinzen, der daraufhin flieht. Als drei Wagen mit Gold und Edelsteinen aus den geretteten Reichen kommen, ist der König froh zu erfahren, dass sein Befehl nicht ausgeführt wurde. Die Königstochter erkennt ihn daran, dass er, in Gedanken an sie, auf der goldenen Straße zu ihr reitet, während die Brüder die Straße nicht beschädigen wollten. Sie heiraten. Die Brüder fahren mit Schiffen auf Nimmerwiedersehen fort.

## Herkunft

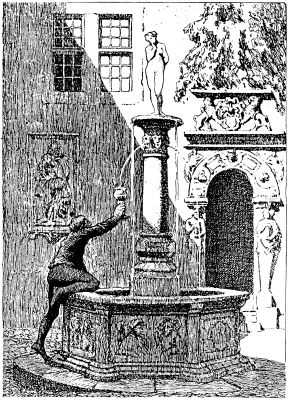
Illustration von Otto Ubbelohde, 1909

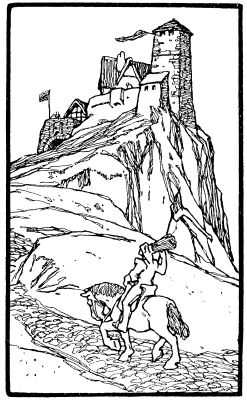
Illustration von Otto Ubbelohde, 1909

Laut Grimms Anmerkung fügten sie ihre Fassung aus einer Hessischen und einer Paderbörnischen zusammen. In Ersterer kommt keine Prinzessin vor, der König erkennt den unschuldigen Jüngsten, weil er über eine goldene Decke reitet statt einer silbernen und einer gewöhnlichen. In der Paderbörnischen müssen die drei auf Rat eines Fischers drei Rabenfedern sammeln und im Schloss vor dem schwarzgekleideten Hofstaat (vgl. KHM 121) einen siebenköpfigen Drachen töten (vgl. KHM 91). Erst der Jüngste siegt und lässt die Prinzessin mit dem Wasser seine versteinerten Brüder heilen (vgl. KHM 62). In einer dritten Hannöverschen läuft der Jüngste von Hasen und Riesen zu Feuer und Wind, bis ihn der Nordwind (vgl. KHM 88) zwischen elf und zwölf Uhr zum Schloss bringt. Dort schläft er bei der Prinzessin und holt mit ihren drei Schlüsseln das Lebenswasser aus dem Keller. Er kauft seine heruntergekommenen Brüder frei, die ihn dann verraten, doch die Prinzessin erkennt ihn (wie KHM 57). Grimms nennen noch KHM 96 De drei Vügelkens, KHM 57 Der goldene Vogel, in Konrad von Würzburgs Trojanerkrieg „V. 10651“ kocht Medea Verjüngungstrank aus Paradieswasser, „in der Erfurter Sammlung das Märchen von der Königin Wilowitt“ (Wilhelm Christoph Günthers Kindermährchen aus mündlichen Erzählungen gesammlet), Die Königstochter im Berge Muntserrat in Wolfs Deutsche Hausmärchen, dänisch bei Etlar „S. 1“, serbisch bei Wuk „Nr. 2“, schwedisch bei Cavallius „S. 191“. Sie vergleichen den schwarzen Hund, nach dem man sich nicht umsehen darf, mit schwarzen Steinen, worin man in 1001 Nacht verwandelt wird und dem blutigen Messer in KHM 60 Die zwei Brüder.
Wilhelm Grimm hörte die paderbörnische Version 1813 bei Familie von Haxthausen. Die Hannöversche kam wohl von Georg August Friedrich Goldmann. Die Königin Wilowitte mit ihren zwey Töchtern hatte Jacob Grimm schon 1811 aus Wilhelm Christoph Günthers Kindermährchen von 1787 exzerpiert. Hans-Jörg Uther bemerkt, wie die Suche nach dem Lebenswasser, dem Titel gemäß, zwar Ausgangspunkt der Handlung ist, der jüngste Bruder aber im Mittelpunkt steht. Ungewöhnlich ist das Fehlen einer klaren Bestrafung der Bösen („fortgeschifft und kamen ihr Lebtag nicht wieder“). Der Spott „du hast die Mühe gehabt und wir den Lohn“ gehört schon zur 1. Auflage. Zur 3. Auflage steht der Jüngste dem Zwerg „Rede“, der Jäger „konnte es nicht übers Herz bringen“, wie in KHM 15, 60, 135. Ab der 6. Auflage steht der Jüngste „Rede und Antwort“, zuletzt „fiel dem König ein Stein vom Herzen“, wie in KHM 31, 53. Zu „lieber Jäger, laß mich leben …“ vgl. KHM 60 Die zwei Brüder.
Das bekanntere, in der Handlung ähnliche KHM 57 Der goldene Vogel, wurde vielleicht im Zusammenhang mit diesem, ebenfalls im Bökendorfer Märchenkreis aufgenommen. Wasser des Lebens haben auch KHM 121 Der Königssohn, der sich vor nichts fürchtet und ein Text in Grimms Anmerkung zu KHM 6 Der treue Johannes. Zu Märchen vom verachteten jüngsten Bruder haben Grimms Märchen eine Vorliebe, etwa KHM 64 Die goldene Gans, KHM 106 Der arme Müllerbursch und das Kätzchen. Andere ähnliche Märchen: In Giambattista Basiles Pentameron V,4 Der goldene Stamm, in Ludwig Bechsteins Deutsches Märchenbuch Nr. 40 Die drei Musikanten, in der Ausgabe von 1845 auch Fippchen Fäppchen, zur Speisung des Hundes Die hoffärtige Braut.

## Interpretation

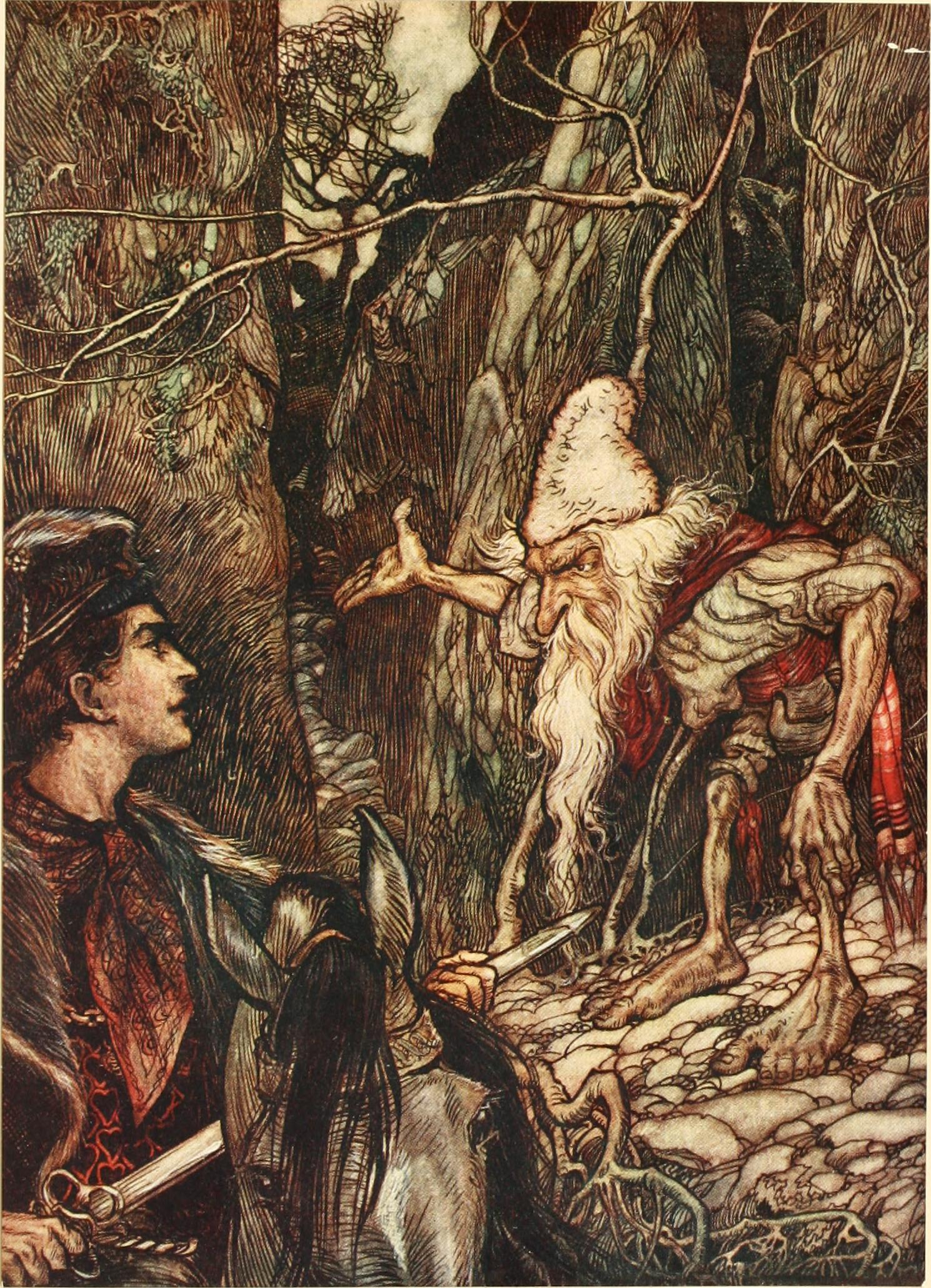
Illustration von Arthur Rackham, 1916

Der alte Mann spricht nur von gesund machen, der Älteste dagegen, dass das Wasser allein ihn heilen könnte.
Laut Rudolf Meyer geht es um das Mysterium der Heilung, die wir in jedem Tiefschlaf erhalten. Die Einweihung muss also zwischen Schlaf und Wachen geschehen. Zuvor ist die Elementargewalt der Willensnatur zu besänftigen. Für Edzard Storck ist der kranke König die Not des in der Vergänglichkeit der alten Schöpfung befangenen Menschen, die Segensströme der Neuen quellen in der verborgenen Wesensmitte (Joh 7,38 ), Novalis’ „Herz des Herzens“. Rute und Brot sind Wille und Opferbereitschaft, die Löwen Herzenskräfte (Ps 104,15 , Sir 17,5 ), die Wundergaben Bilder der Kraft göttlicher Weisheit (Joh 6,51 , Joh 7,38 ), die goldene Straße die Erleuchtung (Ps 119,105 ). Storck verweist auch auf Die Meditation des Herzens in Alfons Rosenbergs Die christliche Bildmeditation, 1955.
Wilhelm Salber beobachtet bei diesem Märchen paradoxes Durcheinander, insbesondere eine Sprunghaftigkeit zwischen Stau und Ausbrüchen, ein Nebeneinander von Zwängen und Offenheit. Dies finde man oft bei etwa 40-jährigen, in der deutschen Nachkriegskultur oder bei Dostojewski.

## Parodie
Janosch schrieb zwei Parodien: In einer hat die Prinzessin eine tödliche Krankheit, ein Prinz heiratet sie für angebliches Wasser des Lebens, dann stirbt sie. In der anderen ist sie verwöhnt und bildet sich die Krankheit nur ein, sagt deshalb jedem Freier ab, bis ihr einer das Wasser bringt, und sie wird über 100 Jahre.

## Film
- 1987: Gurimu Meisaku Gekijō, japanische Zeichentrickserie, Folge 15: Das Wasser des Lebens, 25 min.
- 1988: Das Wasser des Lebens (O zivej vode), BRD/ČSSR, Spielfilm, Regie: Ivan Balaďa, 89 min.[8]
- 1995: Der Schlüssel zum Glück, Slowakei/Tschechien, Spielfilm, Regie: Jozef Holec, Darsteller: Jana Holenová als Alina und Karel Greif als Jannek – nach dem belarussischen Märchen Die Glücksblume, mit Bezügen zu Grimms Das Wasser des Lebens, 82 min.
- 2017: Das Wasser des Lebens, Deutschland, Märchenfilm der 10. Staffel aus der ARD-Reihe Sechs auf einen Streich, Regie: Alexander Wiedel, Darsteller: Matthias Brenner als König Ansgar, Gustav Schmidt als Prinz Lennard und Gil Ofarim als Prinz Falk, 60 min.[9]